# Ilmenauer Straße (Dresden)

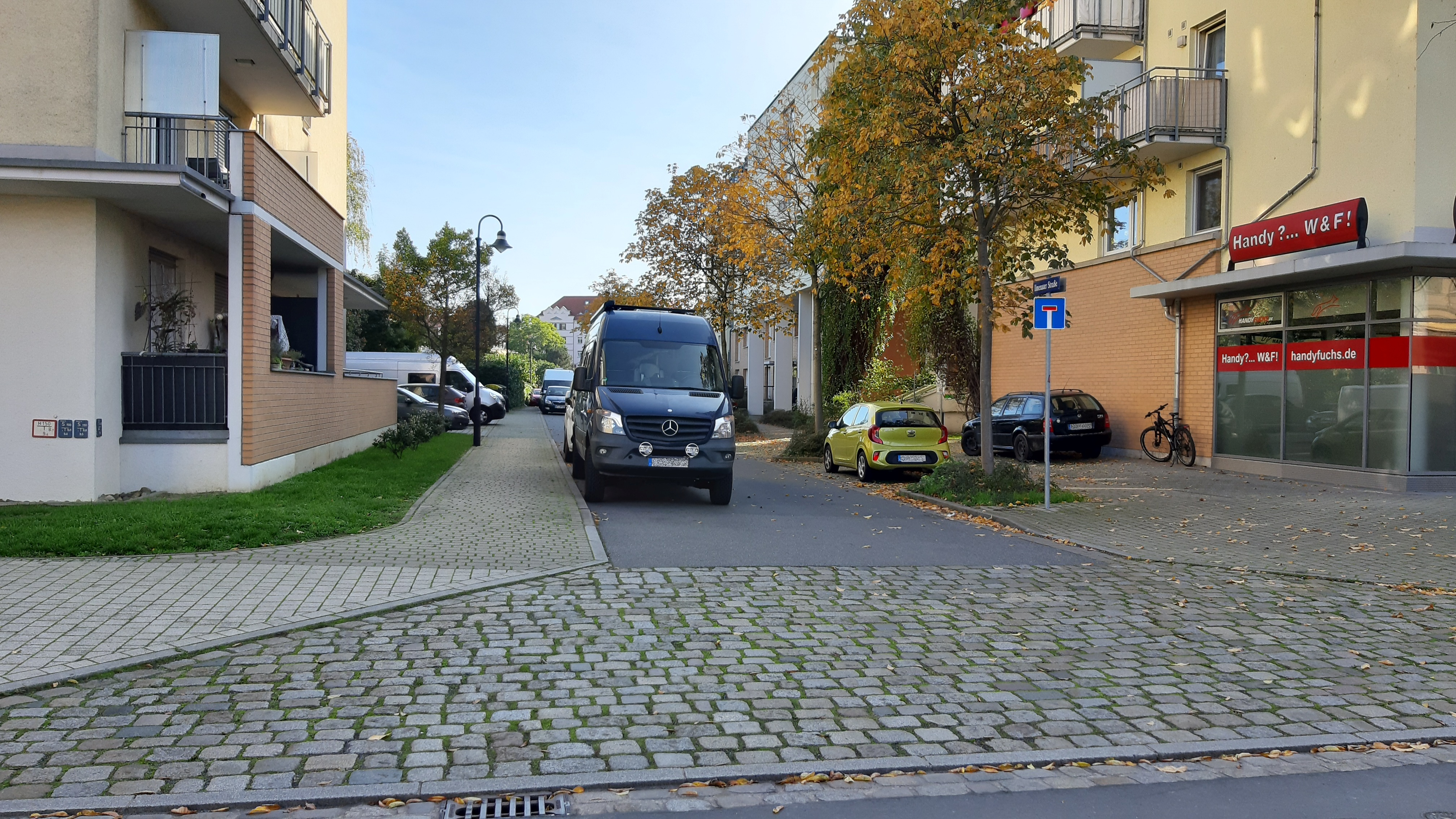
Pieschen, Beginn der Ilmenauer Straße Ecke Moritzburger Straße

Die Ilmenauer Straße befindet sich im westlichen Teil der Leipziger Vorstadt. Sie verläuft von der Moritzburger Straße in Richtung Hartigstraße Kleingartensparte Neudorf e.V.

## Geschichte
Am 1. Januar 1866 erfolgte die Eingemeindung von Neudorf mit der Bezeichnung Vorstadt Neudorf. Seitdem unternahm man Versuche das neue Gebiet attraktiv an die Stadt Dresden anzugliedern. So wurden neue Straßenzüge und Plätze variiert und per Stadtratsbeschluss vom 29. Oktober 1874 beschlossen sowie in die Gemarkung in die Leipziger Vorstadt eingegliedert. Verwirklicht werden konnten die ehrgeizigen Pläne aus Mangel an Finanzen nur stückweise umgesetzt werden. Erst Ende der 1990er Jahre entstand somit die Ilmenauer Straße, benannt nach der Stadt Ilmenau in Thüringen. Beginnend von der Moritzburger Straße verläuft sie circa 200 Meter in östlicher Richtung zum Kleingartenverein Kleingartensparte Neudorf e.V., Hartigstraße 3–5. Der Verein wurde 1927 gegründet und verfügt über 91 Gärten. Markantes Bauwerk auf der Ilmenauer Straße ist zweifellos die Wohnanlage Ilmenauer Straße 31–37. Die Gebäude wurden in modernster ökologischer Bauweise aus nachhaltigen Baustoffen hergestellt und ist deshalb auch mit einer markanten Dämmschicht aus Naturkork ausgestattet. Im Inneren wurde auf Anstriche und Verkleidungen weitgehend verzichtet, der Baustoff Beton wurde kombiniert mit natürlichen Materialien wie Holz oder Keramik.

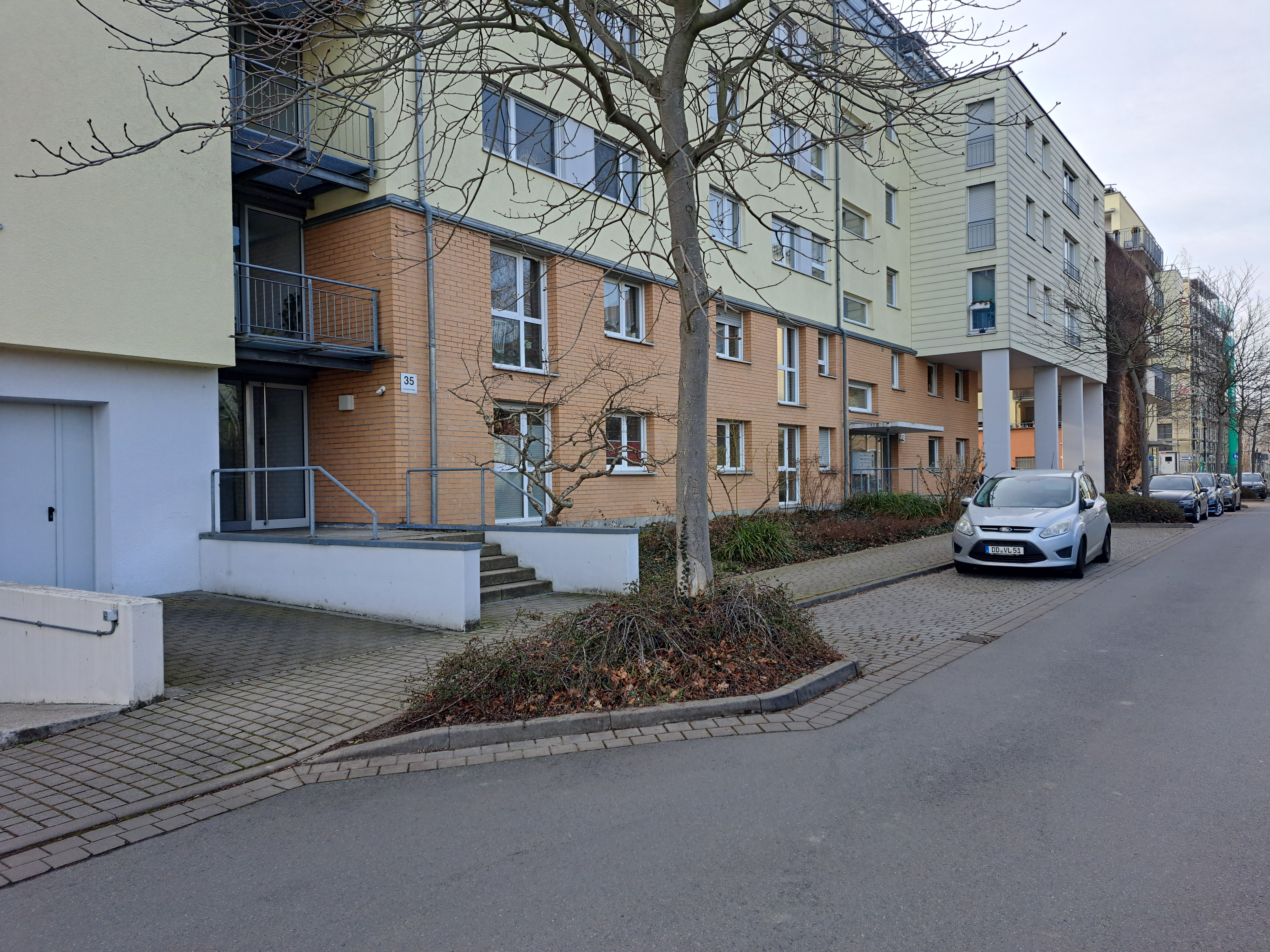
Ilmenauer Straße 2025
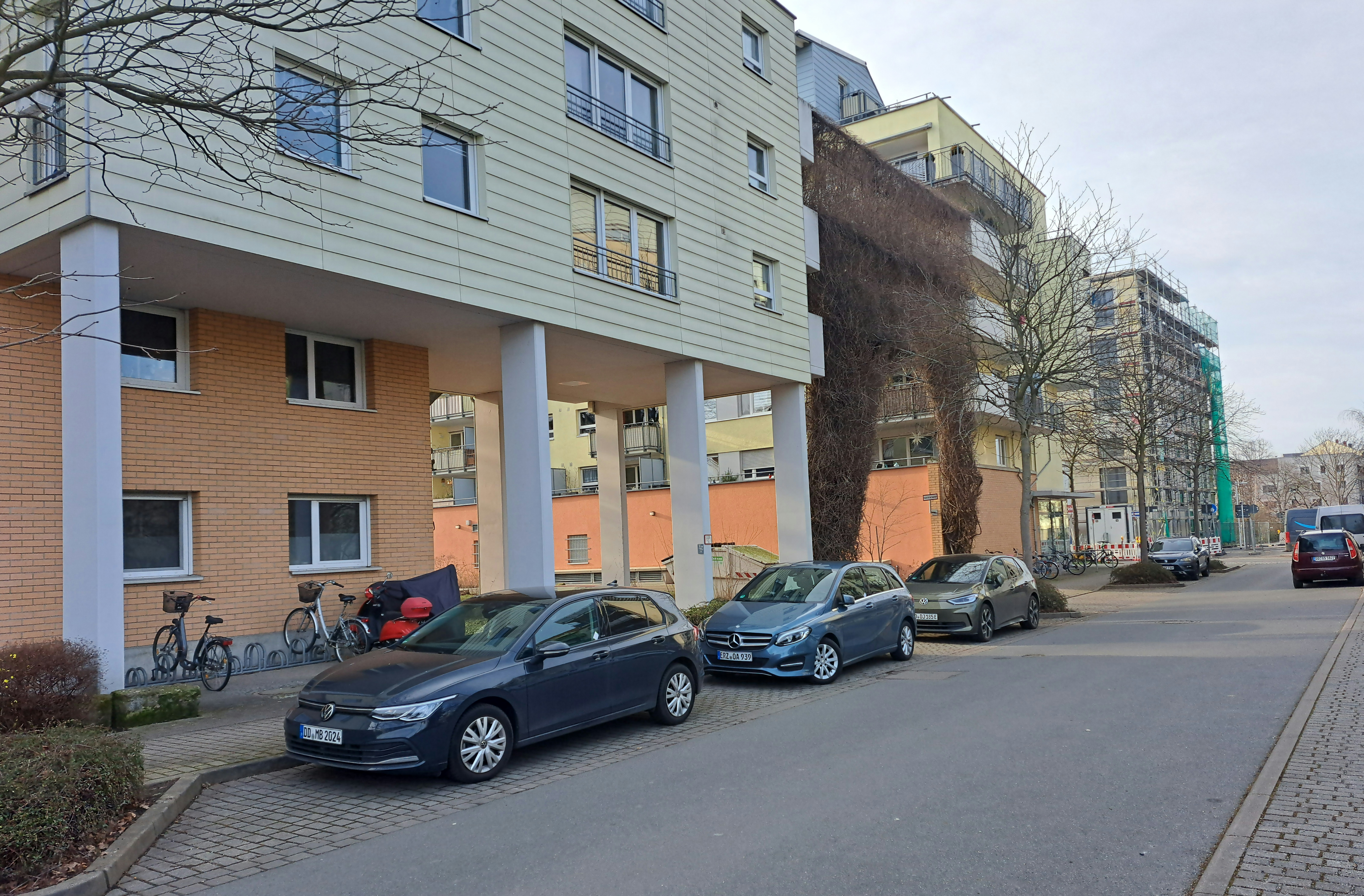
Ilmenauer Straße 2025
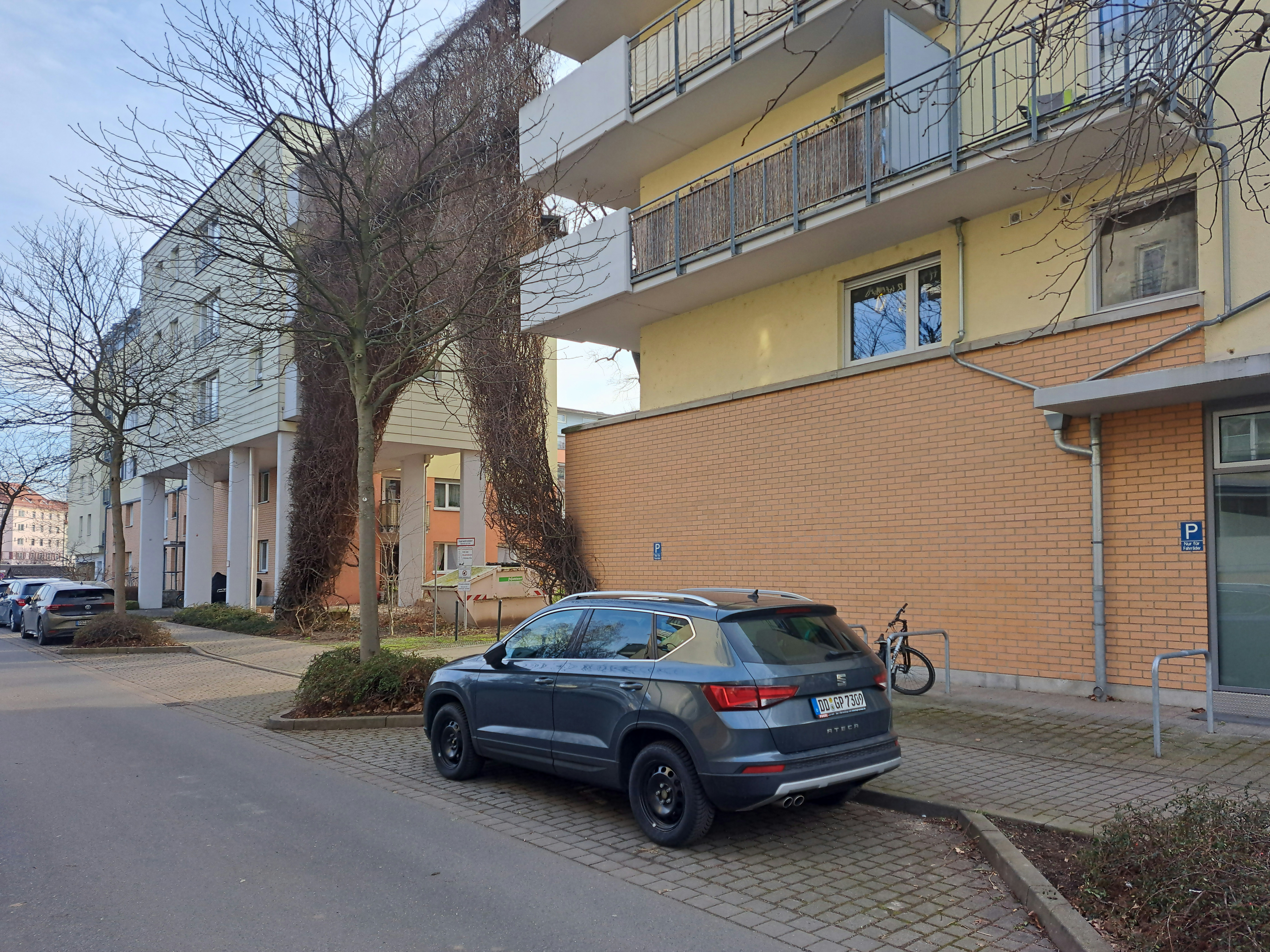
Ilmenauer Straße 2025
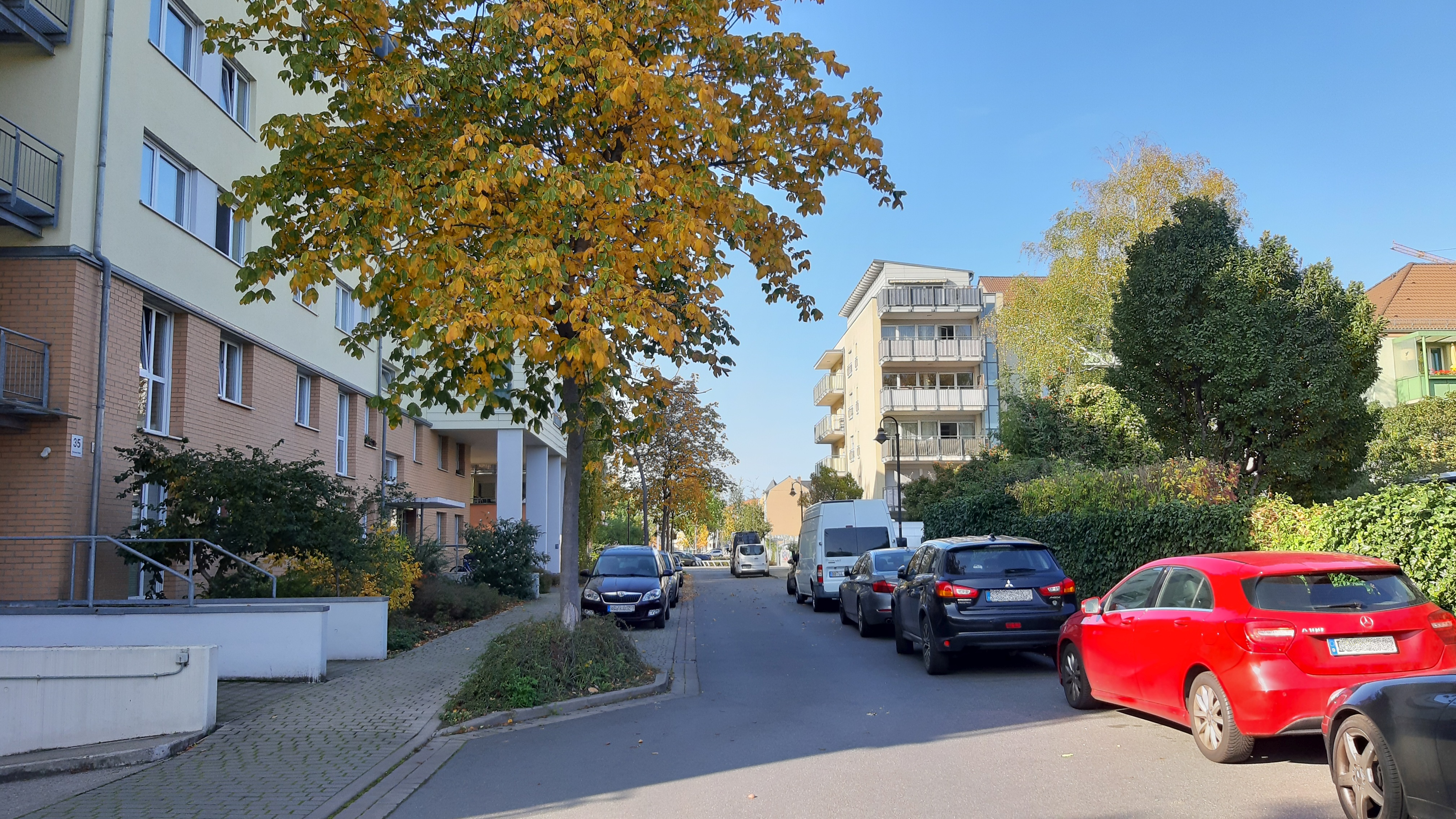
Moritzburger Straße 76, 2020
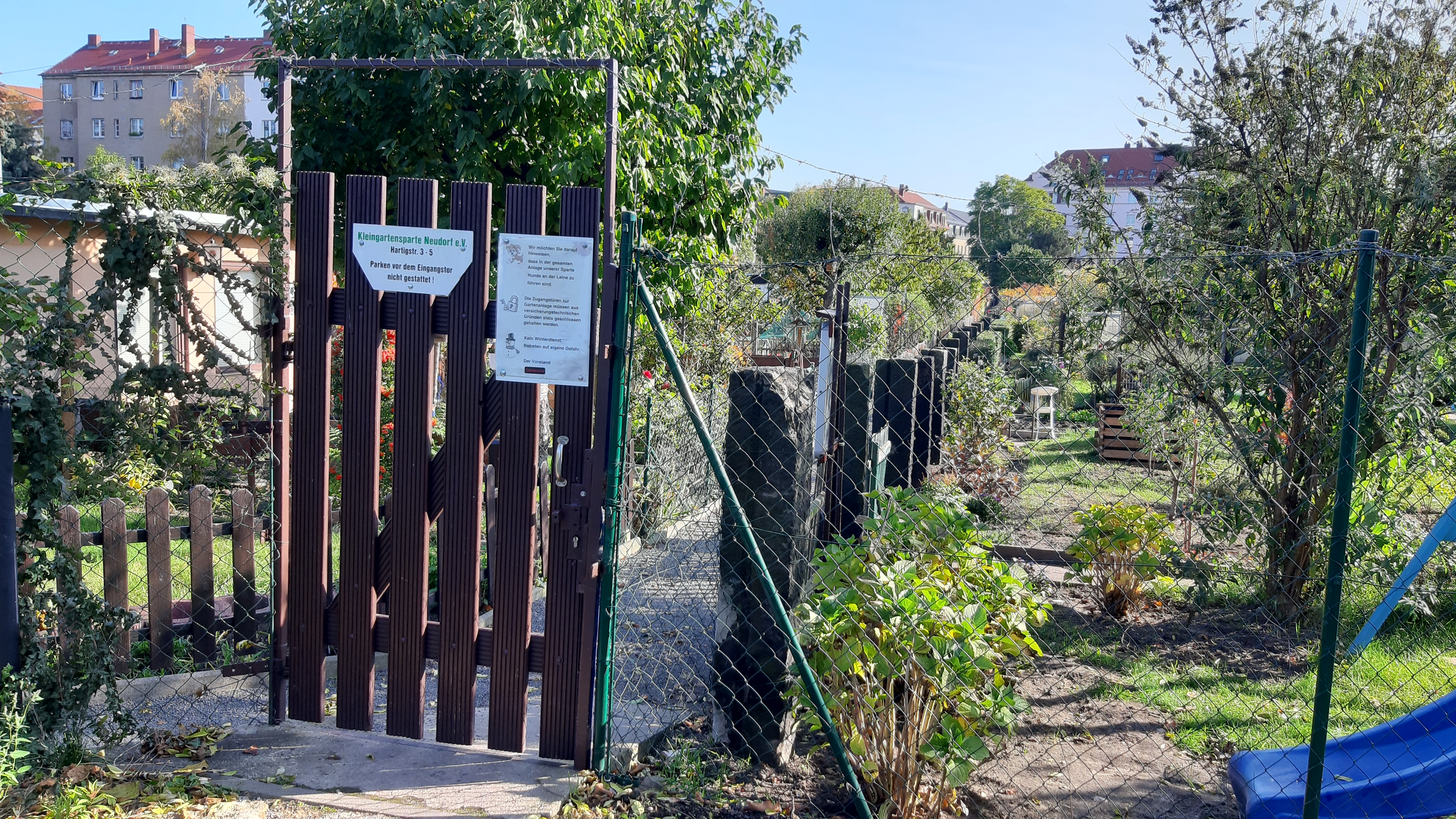
Ilmenauer Straße 2020

## Baumbestand der Ilmenauer Straße
Es erfolgten im Jahr 1998 umfangreiche Baumbepflanzungen entlang der Fußwege. Durch die Neugestaltung der Straße wurden neue Baumpflanzungen getätigt. Die besonderen Wuchsformen, Ausprägungen und Verwachsungen unterschiedlichster Bäume und Gehölzen prägen die Ilmenauer Straße.
Der Baumbestand besteht aus folgenden dendrologischen Gehölzen Aesculus x carnea (Rote Rosskastanie).